# Friedrich Wilhelm von Dossow
Friedrich Wilhelm von Dossow (Soldin, 17 dicembre 1669 – Gut Busekow, 28 marzo 1758) è stato un generale prussiano.

## Biografia

### La famiglia
Friedrich Wilhelm era membro della famiglia dei von Dossow (anche Dossau o Dossen), di antica nobiltà della Pomerania, menzionata per la prima volta nel 1330 e con possedimenti presso Kunowo, presso Stettino e Greifenhagen. Friedrich Wilhelm era figlio del presidente del distretto locale, Richard Thomas von Dossow.
Dossow si sposò tre volte, pur non avendo mai figli.

### La carriera
Dossow tudiò presso il Joachimsthalsches Gymnasium di Berlino; nel 1688 prese parte alla cerimonia di sepoltura di Federico Guglielmo I di Brandeburgo. Dopo aver frequentato la scuola militare di Kolberg, Dossow entrò nel reggimento del principe Alessandro di Curlandia, al servizio della Prussia. Dopo che il reggimento venne rinforzato da ulteriori truppe provenienti dal Margraviato di Brandeburgo, divenne noto col nome di Regiment Kurland. Re Federico I di Prussia pose il reggimento sotto il diretto comando dell'imperatore Leopoldo I del Sacro Romano Impero durante la guerra di successione spagnola.
Dossow prese parte in Ungheria alla Guerra austro-turca (1683-1699) contro l'Impero ottomano e poi alla guerra di successione spagnola contro la Francia, combattendo in Renania. Quando Federico Guglielmo I di Prussia iniziò la sua campagna per riconquistare la Pomerania agli svedesi nel 1715, Dossow ottenne il rango di maggiore. Sul finire dell'anno, Dossow divenne aiutante del principe Leopoldo I di Anhalt-Dessau e lo assistette nella battaglia di Rügen e nell'assedio di Stralsund.
Federico Guglielmo e Leopoldo affidarono a von Dossow la creazione e la formazione dei nuovi reggimenti durante la delicata fase dell'espansione dell'esercito prussiano. Von Dossow venne promosso colonnello nel 1728, maggiore generale nel 1733 e venne incaricato del governo della città di Wesel, nel ducato di Cleves, nel 1739. Nella sua visita nel ducato, Federico II di Prussia promosse von Dossow al rango di tenente generale.
Dossow rimase a Wesel col compito di proteggere la città sia durante la prima che la seconda guerra di Slesia. Nel 1742 divenne governatore di Wesel a tutti gli effetti ed ottenne l'Ordine dell'Aquila Nera. Dopo la battaglia di Hohenfriedberg, Federico II promosse von Dossow al rango di Feldmaresciallo il 20 luglio 1745. Come speciale riconoscimento per l'operato di von Dossow, nel 1751 il sovrano prussiano gli fece dono di un suo ritratto in cornice di diamanti. Von Dossow, Wilhelm Dietrich von Buddenbrock e Hans von Lehwaldt furono gli unici destinatari di questo dono.
Quando scoppiò la guerra dei sette anni, von Dossow non vi prese parte in virtù della sua età ormai avanzata. Nel gennaio del 1757 si ritirò nella sua residenza di Gut Busekow, presso Neuruppin, dove morì l'anno successivo.